# Posse da Amazônia
Posse da Amazônia é uma pintura de Fernandes Machado. A data de criação é 1924. A obra é do gênero pintura histórica e está localizada em Museu Paulista. Retrata a expedição de Pedro Teixeira na Amazônia, o primeiro europeu a viajar por toda a extensão da Amazônia , e compõe a série de pinturas sobre ciclos econômicos encomendadas por Afonso Taunay para o centenário da Independência do Brasil, com Ciclo da caça ao índio, de Henrique Bernardelli, e Ciclo do ouro, de Rodolfo Amoedo. A ideia de Taunay com essa série, localizada acima da escadaria central, era valorizar momentos de destaque na formação nacional e no protagonismo paulista.
Esta expedição à Amazônia foi importante pois permitiu à corte portuguesa obter muito mais da América do Sul do que estava acordado no Tratado de Tordesilhas(1494).
A obra foi produzida com tinta a óleo. Suas medidas são: 222 centímetros de altura e 132 centímetros de largura.
Em 1923, quando a obra ainda estava em estado de esboço, Taunay pediu a Fernandes Machado que a modificasse. Ele se preocupava que a obra representasse a "verdade do passado" baseada nas referências documentais em que o quadro foi pintado. A resposta do pintor foi que seu trabalho evocava o episódio da atuação de Teixeira na Amazônia e que seu valor não estava na reconstituição exata dos fatos, mas na evocação destes.
Foi notado que a obra, que não trata de combates, é marcada por placidez. Teixeira aparece como representante da elite paulistana.